# Rijks Veeartsenijschool

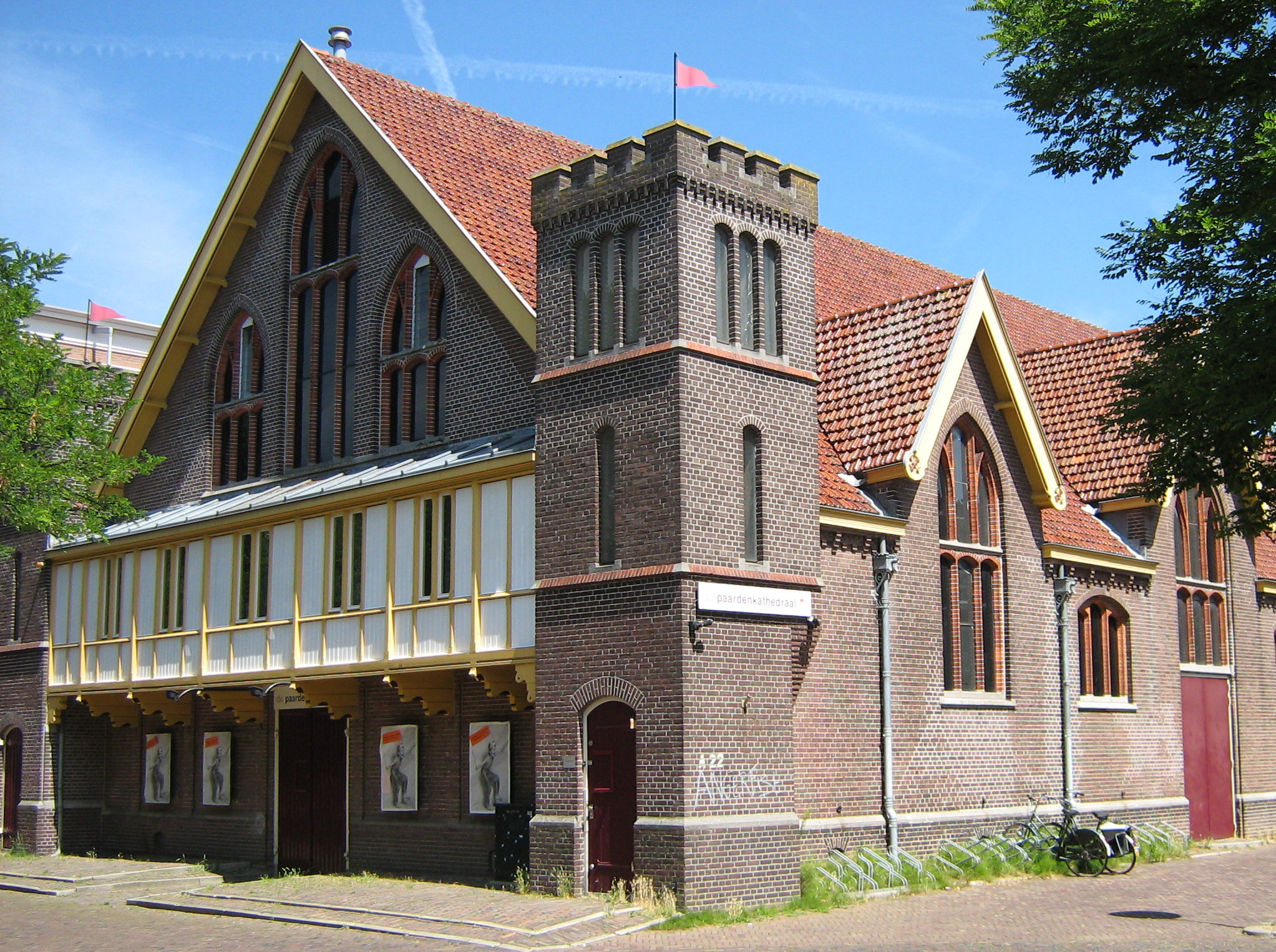
De voormalige manege van de Rijks Veeartsenijschool aan de Veeartsenijstraat. Vandaag de dag staat deze bekend als de Paardenkathedraal (ontwerp C.H. Peters, bouwjaar 1904-1905).

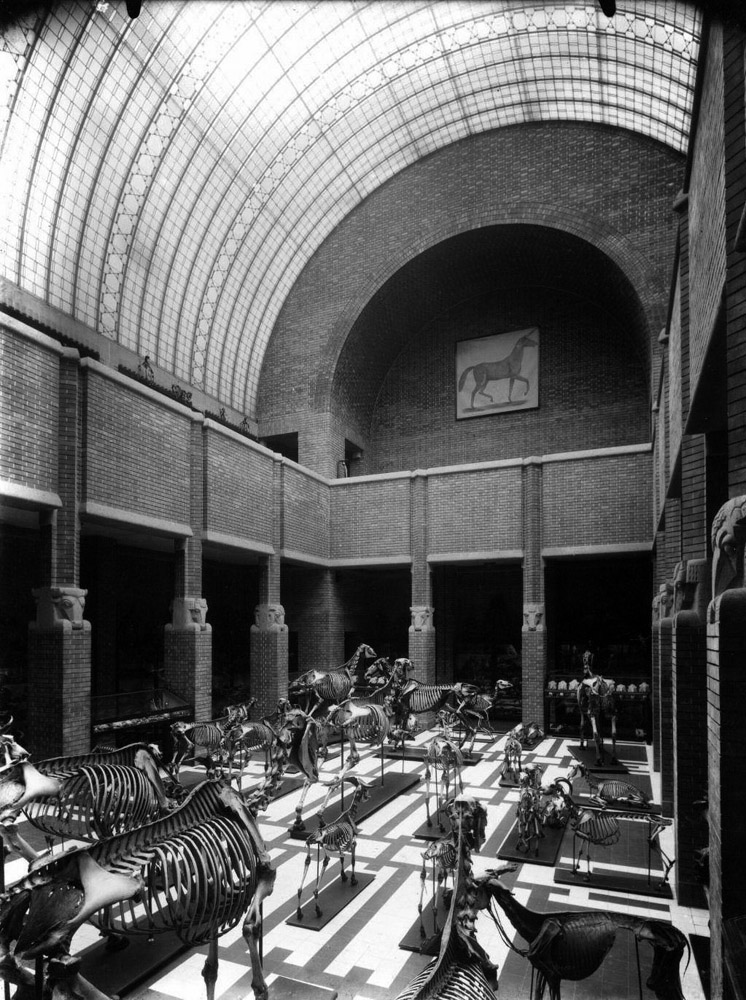
Anatomisch Instituut kort na de opening (ontwerp J. Crouwel, bouwjaar 1918-1919).

De Rijks Veeartsenijschool was vanaf omstreeks 1820 de eerste onderwijsinstelling in Nederland waar dierenartsen werden opgeleid. Gevestigd in de stad Utrecht kreeg het gaandeweg een uitgebreid gebouwencomplex ter hoogte van de Biltstraat tot haar beschikking. Na de opwaardering in 1918 tot Veeartsenijkundige Hoogeschool, werd het in 1925 opgenomen door de Utrechtse universiteit onder de naam Veeartsenijkundige Faculteit, in 1956 omgedoopt tot faculteit (der) Diergeneeskunde. In 1988 verhuisde deze definitief naar de Utrechtse subwijk De Uithof.
Het gebied met het gebouwencomplex  wordt ook wel aangeduid als het Veeartsenijterrein. Diverse gebouwen zijn gewaardeerd als rijksmonument en het terrein valt onder beschermd stadsgezicht. In 2017 werd bekend dat bijna 20 gebouwen voorgedragen worden voor bescherming als gemeentelijk monument.

## Geschiedenis
De voorgeschiedenis van de Rijks Veeartsenijschool tekent zich door veelvuldige uitbraken van veeziektes als de runderpest. Ondanks de grote schades die deze ziektes veroorzaakten, waren ze regelmatig nauwelijks te bezweren. Het vak werd destijds uitgeoefend door onder meer hoefsmeden en "paardendocters". Rond 1761 ontstond in Frankrijk met Claude Bourgelat de eerste diergeneeskundige opleiding ter wereld. De eerste scholen richtten zich vooral op legerpaarden.
De centraal in Nederland gelegen stad Utrecht was rond 1820 onder meer een garnizoensstad met grote veemarkten. Tezamen met de voorgeschiedenis, speelden deze factoren een rol om hier in 1821 het eerste diergeneeskundige onderwijsinstituut binnen Nederland officieel te openen. De school kreeg aan het eind van Biltstraat de voormalige buitenplaats/katoenfabriek Gildestein tot haar beschikking voor de opleiding van dierenartsen (toen nog veeartsen geheten). Theodoor Gerard van Lidth de Jeude was de eerste directeur. Zijn opvolger, de Groningse medicus Alexander Numan, wordt als de grondlegger van de Nederlandse diergeneeskunde beschouwd. Numan zou 30 jaar lang als directeur/ hoogleraar aan de school verbonden blijven. Het hoofdgebouw van de voormalige buitenplaats diende in de beginperiode als directeurswoning. Studenten waren in die periode verplicht intern te wonen en werden op een zolder gehuisvest. In 1865 richtten studenten de studentensociëteit Veterinair Studenten Corps Absyrtus op.

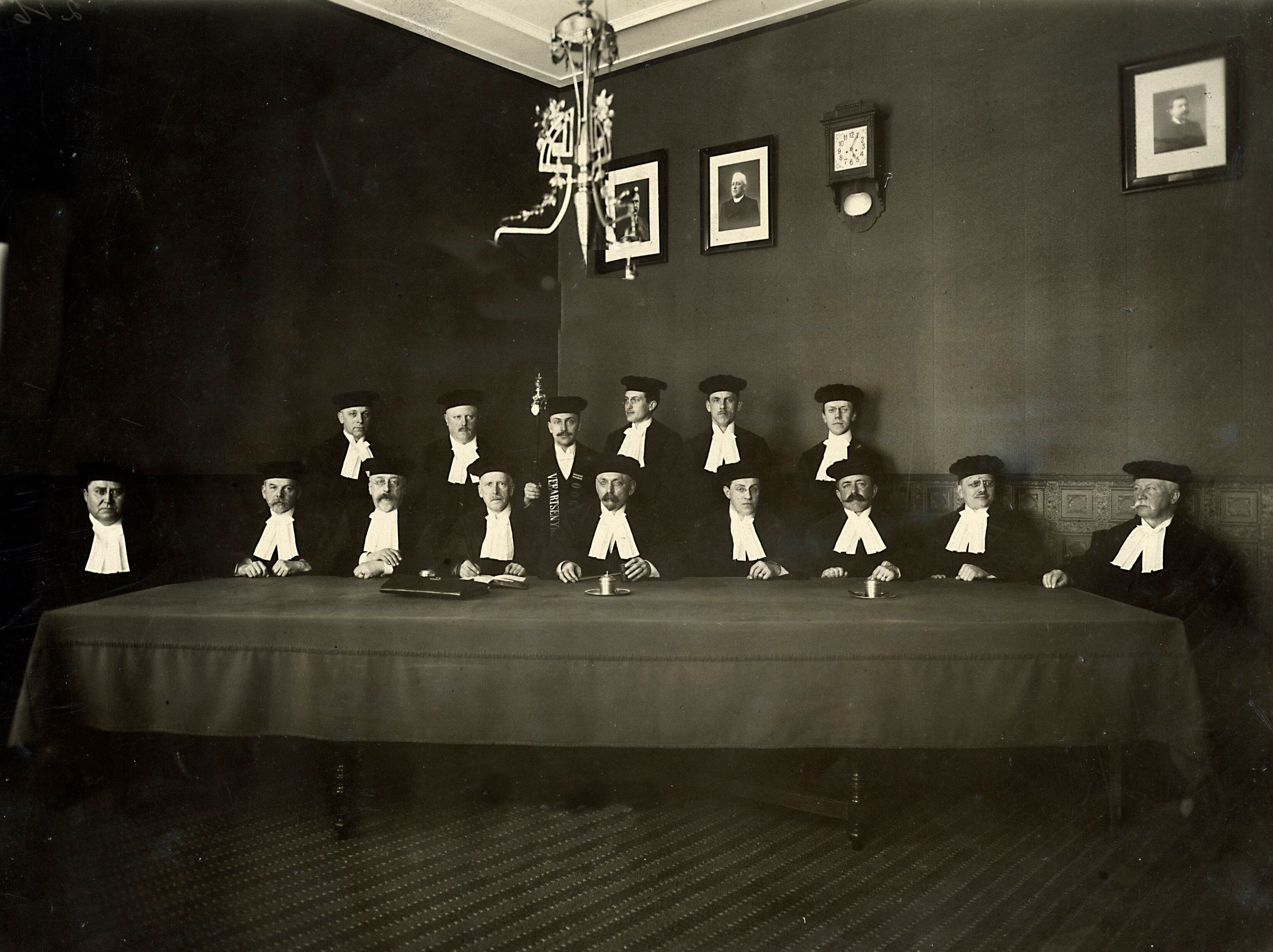
Hoogleraren in 1918

Gaandeweg de geschiedenis ontstond noordelijk vanaf de Biltstraat langs de Biltsche Grift een honderden meters lang lint aan gebouwen. De gebouwen dienden onder meer om te doceren en voor de huisvesting van studenten en dieren. Het merendeel van die gebouwen is in het eerste kwart van de 20e eeuw aangelegd. In deze periode werd in 1918 de school een hogeschool en ontstond de Veeartsenijkundige Hoogeschool. In 1925 werd het een faculteit van de Utrechtse universiteit. In de periode 1954 tot 1972 bood de manege van de school ook onderdak aan de subvereniging van Veritas, U.S.R. Hippeia. Vanaf 1967 kwam er een verhuizing op gang naar De Uithof, die in 1988 werd afgerond.

## Varia
- Diverse straatnamen in het gebied rond de Biltstraat zijn ontleend aan de veeartsenij en medewerkers van deze onderwijsinstelling.